# 대정맥
대정맥(大靜脈, venae cavae)은 두 개의 큰 정맥을 가리키는 용어이다. 온몸에서 모인 산소가 부족해진 혈액을 심장의 우심방으로 보내는 굵은 혈관으로, 위대정맥과 아래대정맥의 두 대정맥이 존재한다.
평균 혈압은 2 ~ -5 mmHg이다.